# Renato Cordeiro
Renato Cordeiro, (Birigui, 26 de julho de 1928 – São Paulo, 14 de fevereiro de 2007) foi um médico, advogado, empresário e político brasileiro, outrora deputado federal por São Paulo.

## Dados biográficos
Filho de Artur Cordeiro e Inês Braga Cordeiro. Médico formado pela Escola Paulista de Medicina da Universidade Federal de São Paulo em 1952, estreou na política sob a legenda do PR ao eleger-se prefeito de Birigui em 1958 e deputado estadual em 1962. Quando o Regime Militar de 1964 outorgou o bipartidarismo, renovou o mandato parlamentar via ARENA em 1966, 1970, 1974 e 1978. Nesse interregno formou-se advogado em 1968 na Universidade do Vale do Paraíba.
Restaurado o pluripartidarismo em 1980, ingressou no PDS, elegendo-se deputado federal em 1982. Logo depois do pleito, assumiu o cargo de secretário de Agricultura do governo José Maria Marin, nele permanecendo até a posse do governador Franco Montoro, em 15 de março de 1983. No exercício do mandato parlamentar, votou contra a Emenda Dante de Oliveira em 1984 e em Paulo Maluf no Colégio Eleitoral em 1985. Não reeleito em 1986, retomou suas atividades médicas e delas afastou-se ao longo da década de 1990 para atuar como empresário no mercado financeiro e no setor imobiliário.